# Haematopota burgeri
Haematopota burgeri är en tvåvingeart som beskrevs av Xu 1999. Haematopota burgeri ingår i släktet Haematopota och familjen bromsar. Inga underarter finns listade i Catalogue of Life.